# Big Bill Lister
„Big Bill“ Lister (* 5. Januar 1923 im Karnes County, Texas als Weldon E. Lister; † 1. Dezember 2009 in San Antonio, Texas) war ein US-amerikanischer Country-Musiker. Lister war Anfang der 1950er Jahre ein populärer Musiker, schaffte aber nie den großen Durchbruch.

## Leben
Der für damalige Verhältnisse überaus große Lister begann seine Karriere 1938 beim Radiosender KNEL in Brady, Texas, und machte sich in den 1940er Jahren rund um San Antonio mit Konzerten, Radiosendungen und Barn Dance Shows einen Namen. Lister trat auch auf dem ersten San Antonio Livestock Show & Rodeo auf.
Anfang der 1950er Jahre zog Lister nach Nashville, Tennessee, dem Zentrum der Country-Musik. In den nächsten Jahren bekam er einen Vertrag bei Capitol Records, war Mitglied der Grand Ole Opry und ging mit Hank Williams, Little Jimmy Dickens, Minnie Pearl, Stringbean und vielen weiteren auf Tournee. Jedoch wollte der große Erfolg nicht kommen, zumal seine Singles für Capitol weniger erfolgreich waren.
In den 1960er Jahren zog Lister sich aus dem Musikgeschäft zurück. Erst in den 1980er Jahren fand er in die Szene zurück, als er die einzige bekannte Kopie von Hank Williams’ Demo-Band There’s a Tear in My Beer in seinem Keller fand. Lister nahm den Song später auch für sein Hank-Williams-Tribute-Album auf.
2005 wurde Lister mit der Aufnahme in America’s Old Time Country Music Hall of Fame ausgezeichnet.
Lister war bis zu seinem Tod musikalisch aktiv. Seinen letzten Auftritt hatte er im Oktober 2009. Big Bill Lister starb am 1. Dezember 2009 im Life Care Hospital.

## Diskographie

### Singles
Diskographie ist nicht vollständig.
| Jahr              | Titel                                                    | #     | Anmerkungen |
| ----------------- | -------------------------------------------------------- | ----- | ----------- |
| Everstate Records |                                                          |       |             |
|                   | This Time Sweetheart / Local Yorkel                      | C 115 |             |
| Capitol Records   |                                                          |       |             |
|                   | R.C Cola and Moon Pie / Beer Drinkin' Blues              | 1488  |             |
|                   | The Little House We Built / Countryfied                  | 1551  |             |
|                   | Help Wanted / Lovin' Country Style                       | 1736  |             |
|                   | What the Heel Is Going On? / Another In...               | 1843  |             |
|                   | One More Beer / A Nickel for a Dozen Roses               | 1909  |             |
|                   | Ship of Love / All I Want Is to Hear You Say You Love Me | 1999  |             |
|                   | Give It Back to the Indians / There’s a Bear In My Tear  | 2148  |             |
|                   | Blowing the Suds Off My Beer / In the Shadow of the Pine | 2366  |             |
|                   | Every Tear I Cry / Double Crossin’ Lines                 | 2537  |             |

### Alben
- 1999: There’s a Tear In My Beer (Bear Family)
- 2004: Remembering Hank Williams (Heart of Texas)